# Niedźwiedziny
Niedźwiedziny – wieś w Polsce położona w województwie wielkopolskim, w powiecie wągrowieckim, w gminie Skoki.
W latach 1975–1998 miejscowość administracyjnie należała do województwa poznańskiego.
Pierwsza wzmianka o osadzie pojawiła się w 1348. Zachowane jest dawne rozplanowanie przestrzenne.
We wsi znajdują się następujące budynki zabytkowe: zagroda nr 8 (dom i chlew, początek XX wieku) oraz domy nr 9 (1910-1915) i 14 (1 ćwierć XX wieku).
Przez wieś przechodzą:  czerwony szlak turystyczny ze Skoków do Zielonki oraz Duży Pierścień Rowerowy Puszczy Zielonki. 